# Vladimir Colin
Pour les articles homonymes, voir Colin.
Œuvres principales
- Le Pentagramme
- Les Dents de Chronos
- Babel

Vladimir Colin, pseudonyme de Jean Colin, né le 1er mai 1921 à Bucarest et mort le 6 décembre 1991  à Bucarest, est un écrivain roumain.
Il a écrit des articles, de la poésie, des contes pour enfants, des romans et des nouvelles de fantastique et de science-fiction.

## Œuvres
- Basme, 1953
- Poveştile celor trei mincinoşi, 1956
- Zece povești pitice, 1957
- Basmele Omului, 1958
- Legendele țării lui Vam. O mitologie a omului, 1961
- Povestea scrisului, 1966
- A zecea lume, 1964
- Pentagrama, 1967
- Un pește invizibil și douăzeci de povestiri fantastice, 1970
- Capcanele timpului, 1972
- Dinții lui Cronos, 1975
- Grifonul lui Ulise, 1976
- Babel, 1978
- Timp cu călăreț și corb, 1979,
- Imposibila oază, povestiri fantastice, 1984
- Xele, motanul din stele, 1984

## Éditions en français
- La Saga de Vam, 1988, bande dessinée de Igor Kordey, d'après l'œuvre originale de Vladimir Colin (Legendele țării lui Vam), texte français de Frank Reichert.
- Le Pentagramme, Marabout no 392, coll. Marabout Fantastique, 1972, traduction de Pentagrama par l'auteur avec la collaboration de Jean-Baptiste Baronian
- Les Dents de Chronos, Robert Laffont, coll. Ailleurs et Demain, 1974, traduction de Capcanele timpului par Andrée Fleury
- Babel, OPTA, coll. Galaxie-bis no 80, 1982, traduction de Babel par Andrée Fleury